# Социальная совокупность
Социальная совокупность (англ. social aggregates) — 1) совокупность социальных единиц (индивидов, семей, кланов и т. д.), которая возникает путём их пространственного сближения, причем единицы эти не изменяются вследствие образования агрегата, в противоположность социальной общности (социальной группе), в которой единицы взаимосвязаны. 2) совокупность индивидов, разделяющих определённые социальные характеристики (например, демографические), но не являющихся социально организованными (например, социальная категория, номинальная группа).
Под социальными совокупностями, или социальными агрегатами понимаются различные агрегатные состояния человеческого множества как совокупности людей, семей, домохозяйств, объединённых общими часто внешними или случайными признаками.

## Общие сведения
Так сложилось, что большинство понятий в русскояз. социологической литературе определяется через совокупность людей, в отличие от англояз., франкояз., германояз. и др. Нередко социальную группу, социальный институт, социальную общность, социальную организацию, да и само общество трактуют через эти «совокупности». Между тем, за словом «совокупность» и в повседной жизни, и в науке традиционно закрепилось совершенно иное значение. Так, например, современный словарь Business Dictionary определяет «совокупность» (aggregate) как общее количество, масса, сумма чего-либо, «не полагая, что в результате общая сумма целом содержит все, что должно быть в нём».

## Этимология слова
Русское слово «совокупность» производное от ст.-слав. коупъ — «куча, соединение»> — скопление каких-либо предметов или людей; близкое ему — устар. «копа» — груда, куча, ворох, гора вещей. Таким образом, совокупность — собранное в кучу (купу). По смыслу совпадает с англ. аggregate — совокупность < лат. aggregare — накоплять, собирать в кучу, в стадо — результат простого сложения, полученная сумма, общий итог чего-либо, собранное вместе множество, произведенная масса.
Слово «совокупность»(аggregate), ни по смыслу, ни этимологически не является родовым понятием по отношению к таким, как «группа» (от ит. groppo, gruppo — узел), институт (от лат. institutum — установление, учреждение), организация (от лат. organum — орудие, инструмент), общность (англ. community — общность, сообщество, объединение, единство, неразрывность). Поэтому их социологическое определение через «совокупность людей» является некорректным, а применимо лишь к «социальным совокупностям».

## История термина
Понятие «социальная совокупность» («Samtschaft») впервые ввел в социологию немецкий социолог Ф. Тённис, под которой он понимал промежуточную форму между отношением и корпорацией. «Она мыслится как некое множество, включающее в себя, подобно корпорации, массу,— пишет Ф.Тённис, — … совокупность не способна на действительное воление, она не может принять никакого решения до тех пор, пока не „организуется“ в какое-нибудь объединение» /Тённис Ф. Общность и общество (1887)/.

## Определение термина
Социальная совокупность — неорганизованное человеческое множество для которого характерны принадлежность составных её элементов к одному и тому же типу явления и сходство между элементами по общим для данного явления признакам.

## Признаки социальных совокупностей
Основными свойствами социальных совокупностей являются:
- анонимность. Индивид приобретает черты данной совокупности и ощущение непреодолимой силы, и это чувство позволяет ему поддаваться таким инстинктам, которых он обычно публично не проявляет. Индивид чувствует себя неузнаваемым и неуязвимым в общей массе, не ощущает социального контроля и ответственности;
- внушаемость. Члены данного человеческого множества более внушаемы, чем люди, находящиеся за её пределами;
- социальная заражаемость. Она заключается в быстрой передаче эмоций, настроений, а также быстрой их перемене;
- бессознательность. Индивиды как бы растворяются в общей массе и пропитываются коллективными бессознательными инстинктами, их действия вытекают скорее из подсознания, чем из сознания, и носят иррациональный и непредсказуемый характер.

## Типология и классификация
К социальным совокупностям можно отнести мнимые общности («квазигруппы») и контактные общности («диффузные группы»).
Мнимые общности — человеческие множества, в которых при отсутствии взаимных социальных действий имеются совпадающие цели, интересы и т. п., воплощается мнимая солидарность («квазигруппы»). К ним относятся:
- Массы — множества людей со сходными, однотипными, но не солидарными действиями: люди, спасающиеся бегством от реальной или вымышленной угрозы (сходное действие — паника); люди, стремящиеся носить одинаковую одежду (сходное действие — следование моде) и т. д.
- Агрегации — совокупности людей, пространственно находящихся в одном месте): пассажиры одного поезда, посетители одного супермаркета и т. д.
- Социальные категории — статистические совокупности индивидов, выделенные по схожим социальным признакам: пожилые, холостяки, подростки, женщины, инвалиды и т. д. Поэтому у них есть второе название — «номинальные группы», в отличие от групп реальных.

Контактные общности — совокупности людей, в которых воплощается реальная, но как правило кратковременная, солидарность — это так называемые «диффузные группы». Могут быть как достаточно социально однородными (гомогенными), так и разнородные (гетерогенные).
Их разновидностями выступают следующие:
- Толпы — скопления людей, объединенных сиюминутным настоящим (разновидности толп: случайная (зеваки на пожаре), обусловленная (очередь за билетами), действующая (демонстранты).
- Социальные аудитории — одноразовые, достаточно кратковременные человеческие множества (от нескольких минут до нескольких часов) взаимодействия (лектора, певца, актера и т. п. с публикой, слушателями, зрителями и т. п.).

К социальным совокупностям все же не следует относить социальные круги — контактные общности людей одного социального положения, собравшихся вместе для удовлетворения своих социальных потребностей (в общении, заботе о других, признании, престиже и т. п.): встреча друзей, фан-группа, конференция ученых, школьный бал и т. д., а также различные групповые общности — социальные корпуса (например, профессиональный корпус юристов), серийные группы, группы интересов (партии), целевые группы и целевые общности (организации и организованные группы). В них воплощается экспрессивная (социальные круги — состоит в удовлетворении потребностей) либо институционализированная (групповые общности) долговременная, устойчивая, определяемая нормами, обычаями и т. п. взаимосвязь и солидарность.